# أندي كوك
أندي كوك (بالإنجليزية: Andy Cook)‏ (10 أغسطس 1969 في المملكة المتحدة - ) هو لاعب كرة قدم بريطاني في مركز الظهير. لعب مع سوانزي سيتي ونادي إكزتر سيتي ونادي بورتسموث ونادي ساوثهامبتون ونادي ميلوول ونادي وكينغ ونادي سالزبري سيتي.

## وصلات خارجية
- أندي كوك على موقع قاعدة بيانات كرة القدم.إي يو (الإنجليزية)
- أندي كوك على موقع Soccerbase.com (لاعب) (الإنجليزية)